# Філіппіни на зимових Олімпійських іграх 2022
Філіппіни взяли участь у зимових Олімпійських іграх 2022, що тривали з 4 до 20 лютого в Пекіні (Китай) Від країни на Ігри кваліфікувався один гірськолижник.

## Спортсмени
Кількість спортсменів, що взяли участь в Іграх, за видами спорту.
| Вид спорту          | Чоловіки | Жінки | Загалом |
| ------------------- | -------- | ----- | ------- |
| Гірськолижний спорт | 1        | 0     | 1       |
| Загалом             | 1        | 0     | 1       |

## Гірськолижний спорт
Від Філіппін на Ігри кваліфікувався один гірськолижник, що відповідав базовому кваліфікаційному критерію. Федерація лиж і сноуборду Філіппін відрядила на Ігри Асу Міллера, щоб заповнити єдине квотне місце. Це друга участь цього гірськолижника в Олімпійських іграх, а першою була Олімпіада-2018. Мешканець Портленда (Орегон) Міллер готувався до Ігор у США.
| Спортсмен  | Дисципліна                    | 1-й спуск | 1-й спуск | 2-й спуск   | 2-й спуск   | сума        | сума        |
| Спортсмен  | Дисципліна                    | Час       | Місце     | Час         | Місце       | Час         | Місце       |
| ---------- | ----------------------------- | --------- | --------- | ----------- | ----------- | ----------- | ----------- |
| Аса Міллер | Гігантський слалом (чоловіки) | НФ        | НФ        | Не потрапив | Не потрапив | Не потрапив | Не потрапив |
| Аса Міллер | Слалом (чоловіки)             | НФ        | НФ        | Не потрапив | Не потрапив | Не потрапив | Не потрапив |